# Iglesia de San Nicolás (Palma de Mallorca)
La iglesia parroquial de San Nicolás es un templo religioso de culto católico bajo la advocación de San Nicolás de Bari en la ciudad de Palma de Mallorca, en las Islas Baleares, en España. 

## Historia
Durante el siglo XIII la parroquia de Santa Eulalia se extendía más allá de los límites marcados por las murallas de Palma, teniendo que atender al resto de habitantes repartidos por parte del extenso término de la ciudad. Lo mismo sucedía en el interior de la urbe, pues Santa Eulalia era la parroquia más grande, con la sobrecarga de trabajo que esto suponía para el rector, vicario y demás personas que atendían las necesidades de la parroquia. Por este motivo, cuando aún no habían transcurrido cien años desde la conquista de Medina Mayurqa, concretamente en 1302, se dividió en dos la demarcación territorial intramuros de Santa Eulalia. Así fue como nació la nueva parroquia de San Nicolás.

## Principales reformas acometidas
1. En el siglo XV los herederos de Arnau Desmur y la familia Pax, demostraron su generosidad e implicación con la parroquia al volver a dar importantes donativos para reconstruir el templo tras su derrumbe. En esos momentos se construyeron la fachada principal, que describe la traza típica del gótico catalán: cuadrada y flanqueada por dos torreones octogonales; los dos portales, mayor y lateral (atribuidos a Francesc Sagrera);[2][3][4] y las pinturas góticas de San Nicolás (obra de Miquel d´Alcanyís II) y San Magín.[5]
2. A finales del siglo XVII se construyó el campanario y en los primeros años del siglo XVIII, se rehízo el ábside dándole forma de una concha. La antigua cubierta gótica fue sustituida por una de bóveda de cañón, se arreglaron las capillas laterales, dando nueva forma a sus basamentos y se construyeron unas tribunas con arcos y balaustradas. A finales de 1712 se bendijo la nueva remodelación.[6]
3. A principios del siglo XIX se coronaron las dos torres de la fachada principal, todavía dentro del lenguaje clasicista. Ahora bien, el estilo neogótico, propio del siglo XIX irrumpió con fuerza en San Nicolás de la mano del polifacético D. Joan Miquel Sureda y Verí, (1850-1912), conde de Peralada, vizconde de Rocabertí y marques de Vivot, quien construyó, entre otras cosas: las ventanas "coronelles" de las tribunas ubicadas en la parte anterior del templo; el actual rosetón de la fachada principal, decorado con vidrieras artísticas de la Casa Amigó; o el frontón que remata la fachada con una crestería de flores de lis.[7][8] Obras que iniciarían el 1 de abril de 1894 finalizando el 19 de mayo de 1898.[9]